# Campo Thiaroye
Campo Thiaroye (Camp de Thiaroye) è un film del 1988 diretto da Ousmane Sembène e Thierno Faty Sow. Il film è ispirato al massacro dei neri nel campo di Thiaroye, avvenuto durante la seconda guerra mondiale. La pellicola è stata presentata alla 45ª Mostra internazionale d'arte cinematografica di Venezia nel 1988. 

## Trama
Senegal, 1944. Nel campo di smistamento di Thiaroye, alla periferia di Dakar, è acquartierata una compagnia di soldati francesi di colore agli ordini del Capitano francese Raymond. Tutti loro attendono di tornare alle loro case e di ricevere la paga che gli ha promesso il governo francese, dopo aver valorosamente combattuto in Europa contro i nazisti e aver pagato un grande tributo di sangue. 
Ma gli ufficiali francesi della colonia sono indisponenti e trattano i rimpatriati con arroganza e razzismo tipiche del colonialismo, sottoponendoli a continue discriminazioni e umiliazioni.
Uno dei soldati neri è stato anche nei campi di concentramento tedeschi ed è completamente impazzito per le atrocità che ha visto, tant'è vero che porta un elmetto della Wehrmacht. Ai suoi occhi il campo di smistamento dove si trova non è molto dissimile da un lager e i francesi assomigliano ai vecchi aguzzini nazisti. In fin dei conti esiste uno stretto parallelo tra le concezioni razziste che hanno ispirato il nazismo in Europa e il colonialismo europeo in Africa. Esse hanno sempre legittimato le violenze e discriminazioni compiute dai colonizzatori per asservire e sfruttare popoli ritenuti inferiori.
La figura del soldato pazzo vuole anche sottolineare che le guerre tra gli stati europei hanno portato traumi e distruzioni non solo alle popolazioni europee ma anche ai popoli colonizzati, che si sono visti trascinare come carne da macello in conflitti di cui essi non comprendevano spesso neppure il senso.
Tra gli uomini spicca anche il sergente maggiore Diatta, un senegalese intelligente che ha lasciato in Europa moglie e figlio francesi, che ha del tutto assorbito la cultura francese. Egli vorrebbe assimilarsi completamente ai francesi, ma sente il richiamo della sua patria natia quando viene a sapere che, mentre egli combatteva in Europa, i suoi genitori sono stati trucidati dalle truppe coloniali francesi. Egli simboleggia le fratture che provoca la violenza portata dal colonialismo, che impedisce qualsiasi scambio culturale pacifico tra popolazioni e spesso porta all'odio e ad insanabili rotture tra le nazioni e le loro élite.
Davanti all'arroganza delle autorità coloniali comincia a serpeggiare il malcontento tra le truppe di colore di Thiaroye. Esse hanno combattuto contro il totalitarismo nazista come tutti i francesi e hanno acquisito coscienza del loro diritto di essere trattati come i cittadini della potenza per cui hanno lottato. Ora essi rifiutano di essere trattati come sudditi dai bianchi, che li hanno sempre sfruttati per secoli. La ribellione scoppia quando i soldati senegalesi vengono a sapere che le loro paghe per aver servito in guerra saranno dimezzate. Di fronte alla soperchieria la protesta è generale. Il capitano Raymond difende invano le giuste richieste e aspettative della compagnia. Egli chiaramente adombra a un tipo di colonialismo più umano che sia ben disposto a riconoscere i diritti dei popoli colonizzati, nella realtà impossibile da attuare poiché la sopraffazione è l'essenza stessa del colonialismo.
Tutto è inutile e i senegalesi di Thiaroye, per far valere i loro diritti, non esitano a trattenere come ostaggio il generale comandante la base militare di Dakar. Rilasciato sulla parola dopo la promessa che nessuno sarà defraudato, il generale torna a Dakar. Ma nella notte e per suo ordine avviene una agghiacciante rappresaglia: i carri armati circondano il campo e tutti i soldati che si sono giustamente ammutinati vengono massacrati senza pietà.